# Фестиваль советско-монгольской дружбы

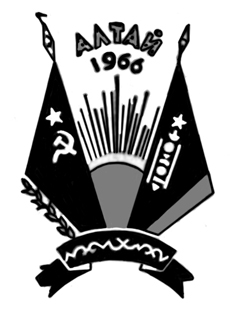
Эмблема фестиваля

«Алта́й-66» — международный фестиваль советско-монгольской дружбы, прошедший в 1966 году на курорте Манжерок (Алтайский край) и подготовленный профессиональными художниками региона. Причём главный художник фестиваля, Павел Джура, отмечал, что творческая деятельность фактически отсутствовала, а художники занимались оформлением мест проживания советско-монгольской делегации. 
Анатолий Дмитриев утверждает, что курорт Манжерок обрёл свою популярность именно после фестиваля, а по мнению Коли Дэмбэрэла, «Алтай-66» стал символом двусторонних отношений Советского Союза и Монгольской Народной Республики.
Манжерок — песня Оскара Фельцмана на стихи Наума Олева, написанная как гимн фестиваля, позднее исполненная Эдитой Пьехой.